# Lac Barlee
Pour les articles homonymes, voir Barlee.
Le lac Barlee est un lac salé intermittent situé en Australie-Occidentale. Il est le deuxième plus grande lac d'Australie avec une superficie de 1 980 km². Il est la plupart du temps asséché. Il est découvert en 1869 par John Forrest.